# Unione dei comuni montani del Sangro
L'unione dei comuni montani del Sangro è una unione di comuni che nasce dall'accordo tra otto comuni italiani della provincia di Chieti.
Il suo territorio comprende diversi comuni dell'Alto Sangro situati tra il fiume Sinello e la Majella, e prende il nome dal fiume Sangro che lo attraversa. Ne fanno parte i comuni di Bomba,Colledimezzo, Montebello sul Sangro, Monteferrante, Montelapiano, Montenerodomo, Pietraferrazzana, Roio del Sangro e Rosello; l'unione, che ha sede nel comune (non partecipante all'unione) di Villa Santa Maria, comprende un'area di 105,4 km² nella quale risiedono 1 828 abitanti.

## Storia
L'unione, istituita nel 2014, è un ente locale di secondo grado, costituito e disciplinato dal decreto legislativo 18 agosto 2000, n. 267 che recepisce la legge 3 agosto 1999, n. 265, in particolare l'articolo 32, al fine di mettere in comunione l'esercizio di una pluralità di funzioni e servizi. L'ente è dotato di personalità giuridica ed è governato da un presidente, da una giunta costituita da tutti i sindaci dei comuni aderenti e da un consiglio composto da una rappresentanza dei consigli comunali e dai sindaci stessi.

## Funzioni
I comuni aderenti hanno affidato all'unione diversi servizi di ambito sociale e di prossimità.